# Elektricitetsrådet
Elektricitetsrådet var frem til 2004 en styrelse under Økonomi- og Erhvervsministeriet.
Rådet havde i henhold til Stærkstrømsloven og Elinstallatørloven det overordnede ansvar for elsikkerheden i Danmark og arbejdede for at undgå elulykker og elbrande. Det skete blandt andet gennem information om elsikkerhed, kontrol med elektriske produkter og tilsyn med elektriske installationer.
Fra oprettelsen i 1907 til 1935 gik styrelsen under navnet Elektricitetskommissionen, hvorefter den skiftede navn til Elektricitetsrådet. Siden 2004 er området blevet varetaget af Sikkerhedsstyrelsen, som opstod efter en sammenlægning af Elektricitetsrådet, Danmarks Gasmateriel Afprøvning og en række områder fra bl.a. Forbrugerstyrelsen.
| Forvaltning | Spire Denne artikel om forvaltning er en spire som bør udbygges. Du er velkommen til at hjælpe Wikipedia ved at udvide den. |